# Cornelia Silla
Cornelia Silla (latino: Cornelia Sulla; Roma, 109 a.C. – dopo il 77 a.C.) è stata una nobildonna romana, figlia maggiore del dittatore Silla.

## Biografia
Cornelia Silla nacque nel 109 a.C. da Silla e la sua prima moglie, Giulia. Era la primogenita della coppia e aveva un fratello minore, Lucio Cornelio Silla, morto durante l'infanzia, oltre a due fratellastri, Fausto e Lucio, e due sorellastre paterne minori, Fausta e Cornelia Postuma. Sua madre morì nel 104 a.C., quindi Cornelia venne cresciuta dal padre e, di volta in volta, dalle sue varie mogli seguenti. 
Qualche anno prima dell'88 a.C., Cornelia sposò Quinto Pompeo Rufo, figlio di Quinto Pompeo Rufo, che fu console nell'88 a.C. insieme a Silla. Ebbero due figli, una figlia, Pompea, che fu la terza moglie di Giulio Cesare; è un figlio, Quinto Pompeo Rufo. Rimase vedova nell'88 a.C., quando suo marito fu ucciso nella rivolta guidata dal tribuno Publio Sulpicio Rufo. 
Nell'86 a.C. si risposò con Mamerco Emilio Lepido Liviano, che fu console nel 77 a.C. Cornelia e suo marito furono attivi durante gli anni della guerra civile fra Silla e Gaio Mario, e svolsero un ruolo fondamentale nel mettere al sicuro le proprietà e le ricchezze di famiglia prima di raggiungere Silla in esilio. Tornarono a Roma alla fine della guerra, dove Mamerco intraprese la carriera politica che culminò nel consolato.